# Marcha de Jarrow

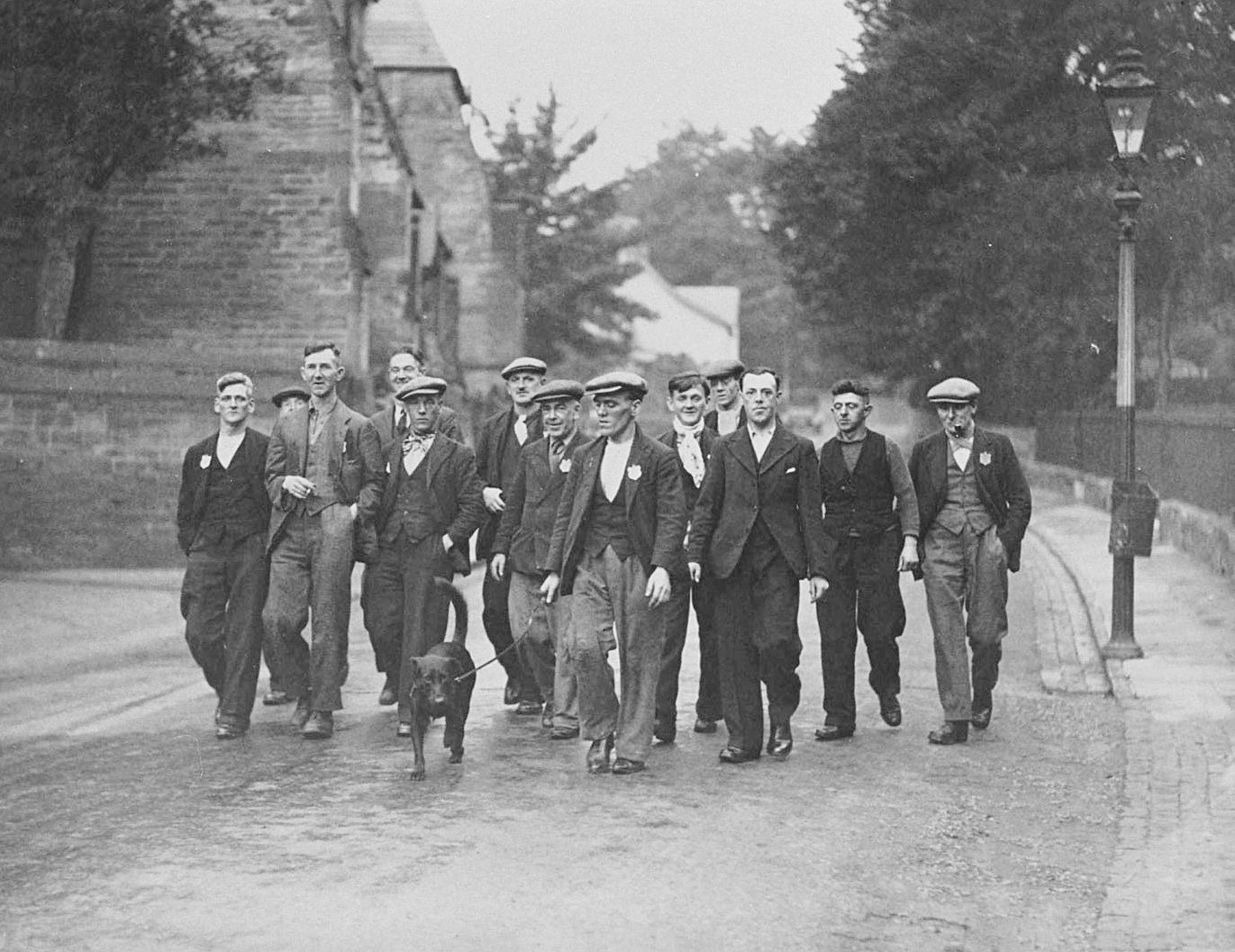
Manifestantes a caminho de Londres

A Marcha de Jarrow de 5 a 31 de outubro de 1936, também conhecida como Jarrow Crusade, foi um protesto organizado contra o desemprego e a pobreza sofridos na cidade inglesa de Jarrow durante os anos 1930. Cerca de 200 homens (ou "Cruzados", como preferiam ser chamados) marcharam de Jarrow a Londres, levando uma petição ao governo britânico solicitando o restabelecimento da indústria na cidade após o fechamento em 1934 de seu principal empregador, estaleiro Palmer's. A petição foi recebida pela Câmara dos Comuns, mas não foi debatida, e a marcha produziu poucos resultados imediatos. Os jarrovianos voltaram para casa acreditando que haviam fracassado.
Jarrow era uma colônia desde pelo menos o século VIII. No início do século XIX, uma indústria de carvão se desenvolveu antes do estabelecimento do estaleiro em 1851. Nos 80 anos seguintes, mais de 1.000 navios foram lançados em Jarrow. Na década de 1920, uma combinação de má gestão e mudanças nas condições do comércio mundial após a Primeira Guerra Mundial trouxeram um declínio que acabou levando ao fechamento do estaleiro. Os planos para sua substituição por uma siderúrgica moderna foram frustrados pela oposição da British Iron and Steel Federation, uma organização de empregadores com seus próprios planos para o setor. O fracasso do projeto siderúrgico e a falta de perspectiva de emprego em larga escala na cidade foram os fatores finais que levaram à decisão de marchar.
As marchas dos desempregados para Londres, chamadas de "marchas da fome", ocorriam desde o início dos anos 1920, principalmente organizadas pelo Movimento Nacional de Trabalhadores Desempregados (NUWM), um órgão liderado pelos comunistas. Por medo de serem associados à agitação comunista, as lideranças do Partido Trabalhista e do Congresso Sindical (TUC) se mantiveram distantes dessas marchas. Eles exerceram a mesma política de destacamento em relação à Marcha de Jarrow, que foi organizada pelo conselho do bairro com o apoio de todas as seções da cidade, mas sem qualquer ligação com o NUWM. Durante sua jornada, os manifestantes de Jarrow receberam apoio e hospitalidade de ramos locais de todos os principais partidos políticos, e foram amplamente recebidos pelo público em sua chegada a Londres.
Apesar da sensação inicial de fracasso entre os manifestantes, nos anos subsequentes, a Marcha de Jarrow foi reconhecida pelos historiadores como um evento definidor da década de 1930. Ajudou a fomentar a mudança de atitudes que preparou o caminho para medidas de reforma social após a Segunda Guerra Mundial, que seus proponentes pensavam que iriam melhorar as condições de trabalho. A cidade mantém vários memoriais à marcha. As reconstituições celebraram os 50 e 75 anos de idade, em ambos os casos invocando o "espírito de Jarrow" em suas campanhas contra o desemprego. Em contraste com a frieza do Partido Trabalhista em 1936, a liderança do partido no pós-guerra adotou a marcha como uma metáfora para a insensibilidade governamental e a fortaleza da classe trabalhadora.

## Contexto nacional

### Desemprego na Grã-Bretanha entre as guerras
No período imediatamente após o fim da Primeira Guerra Mundial, a economia da Grã-Bretanha teve um breve boom. As empresas correram para reabastecer os estoques e restabelecer as condições de comércio em tempos de paz e, enquanto os preços subiam rapidamente, os salários subiam mais rápido e o desemprego era insignificante. Em abril de 1920, esse boom deu lugar à primeira crise do pós-guerra na Grã-Bretanha, que deu início a uma era de alto desemprego. A adoção pela Grã-Bretanha de políticas econômicas geralmente deflacionárias, incluindo um retorno ao padrão ouro em 1925, ajudou a garantir que a porcentagem da força de trabalho sem empregos permanecesse em torno de 10% pelo resto da década de 1920 e além, bem acima dos níveis normais de antes da guerra. Durante a recessão mundial que começou em 1929 e durou até 1932, a porcentagem de desempregados atingiu o pico de 22%, representando mais de 3 milhões de trabalhadores.
O desemprego era particularmente pesado nas tradicionais indústrias de exportação básicas da Grã-Bretanha - mineração de carvão, construção naval, ferro e aço e têxteis - todas as quais estavam em declínio lento desde seu apogeu vitoriano. Devido à concentração dessas indústrias no norte da Inglaterra, na Escócia e no País de Gales, a porcentagem de pessoas desempregadas nessas regiões era significativamente maior, às vezes mais do que o dobro, do que no sul durante o período entre guerras. O declínio dessas indústrias ajudou a criar bolsões de desemprego de longo prazo fora das variações cíclicas normais; alguns trabalhadores não trabalharam durante anos.

### Marchas da fome
Em 1921, em reação aos níveis crescentes de desemprego, o recém-formado Partido Comunista Britânico fundou o Movimento Nacional de Trabalhadores Desempregados (NUWM). De 1922 até o final dos anos 1930, sob seu carismático líder Wal Hannington, o NUWM organizou marchas regulares nas quais trabalhadores desempregados convergiam para Londres para confrontar o Parlamento, na crença de que isso iria melhorar as condições. Estas ficaram conhecidas como "marchas da fome", revivendo um nome cunhado pela imprensa em 1908, quando um grupo de desempregados de Londres marchou para Hyde Park.
Os manifestantes de 1922 buscaram uma reunião com o novo primeiro-ministro, Bonar Law, que se recusou a vê-los por causa de sua liderança não democrática. Os líderes da marcha foram denunciados no The Times como "comunistas declarados ... que foram identificados com distúrbios em suas próprias localidades". O Partido Trabalhista e o TUC se mantiveram indiferentes, com medo de serem maculados pela associação com os organizadores comunistas. O mesmo padrão foi seguido com marchas NUWM subsequentes; sucessivos primeiros-ministros - Stanley Baldwin em 1929, Ramsay MacDonald em 1930 e 1934 - recusaram-se a se encontrar com os representantes dos manifestantes, e o Partido Trabalhista e o TUC continuaram a manter distância. Em 1931, MacDonald tornou-se chefe de um governo nacional dominado pelos conservadores que impôs um teste de recursos para os benefícios de desemprego. A raiva contra o teste de recursos foi a justificativa para a marcha da fome de 1932, na qual uma série de comícios e manifestações em Londres irromperam em considerável violência; os líderes provocaram confrontos com oponentes e policiais em Hyde Park, Trafalgar Square e Westminster que levaram à detenção e aprisionamento dos líderes da marcha. Embora as mulheres não pudessem participar da marcha de Jarrow, os contingentes femininos estiveram presentes em outras marchas contra a fome na década de 1930. Essas mulheres, que muitas vezes eram esposas de homens desempregados, muitas vezes enfrentavam restrições, como ser forçadas a ficar em asilos se o Partido Trabalhista local não as acomodasse.
Duas marchas nacionais adicionais foram realizadas em 1934 e 1936. Nessa época, o país havia se recuperado substancialmente dos piores anos de depressão de 1929-1932. O desemprego caiu significativamente, o crescimento anual foi em média 4%, e muitas partes do país estavam desfrutando de um boom substancial em habitação e bens de consumo. A prosperidade crescente não foi, entretanto, uniformemente distribuída, e houve fortes contrastes entre as condições econômicas no sul e aquelas no nordeste, Gales do Sul, Escócia e outros lugares, onde a taxa de recuperação foi muito mais lenta. Ao mesmo tempo, o clima nacional estava mudando; fatores externos como a ascensão do fascismo na Europa ajudaram a unificar a esquerda britânica, e havia mais vozes de apoio no parlamento em nome dos desempregados. A ideia de marchar como um meio de expressar queixas políticas ou sociais tinha se tornado uma tática aceita e bem estabelecida, e havia uma consciência crescente dos problemas denunciados, o que contrabalançava sua exploração pelos comunistas. O historiador A. J. P. Taylor considerou que os manifestantes da fome "exibiram o fracasso do capitalismo de uma forma que meras figuras ou descrições literárias não podiam. As pessoas de classe média sentiram o chamado da consciência".